# 69-я гвардейская мотострелковая дивизия
69-я гвардейская мотострелковая Красносельская ордена Ленина, Краснознамённая дивизия (сокр. 69 мсд, в/ч 02511) — тактическое соединение Сухопутных войск Российской Федерации.
Формирование входит в состав 6-й общевойсковой армии Ленинградского военного округа. Пункт постоянной дислокации — п. Каменка Выборгского района Ленинградской области.

## История
Образована в 1934 году в городе Куйбышеве как 70-я территориальная стрелковая дивизия.
16 октября 1942 года, за удержание «Невского пятачка», преобразована в 45-ю гвардейскую стрелковую ордена Ленина дивизию (45 гв. сд).
19 января 1944 г. в тяжёлых боях овладела населённым пунктом Красное Село и сыграла решающую роль в снятии блокады Ленинграда.
В дальнейшем 45-я гв. сд освобождала Выборг, участвовала в операции по уничтожению Группы армий «Курляндия» в Курляндском котле Латвии. За годы ВОВ, 20 воинов дивизии стали Героями Советского Союза.
В 1944 году 45-я гвардейская стрелковая дивизия расположилась в п. Каукъярви Выборгского района на бывшей линии Маннергейма, которую штурмовали части 45-й дивизии в ходе Советско-финляндской войны 1939—1940 гг. и Советско-финляндской войны 1941—1944 гг. Находилась в составе 30-го гвардейского стрелкового Лениградского Краснознамённого корпуса весь оставшийся период существования СССР.
В 1957 году переформирована в мотострелковую. В 1965 году переименована 45-ю гвардейскую мотострелковую дивизию.
В 1992 году миротворческий батальон дивизии под командованием подполковника Сергея Кремлёва 5 месяцев пребывал в Приднестровской Молдавской Республике в районе Дубоссар и Рыбницы.
В 1992 году дивизия получила статус миротворческой. Она осуществляла задачи по поддержанию мира и разделению противоборствующих сторон в приднестровско-молдавском, грузино-абхазском, грузино-осетинском вооружённых конфликтах.
Военнослужащие соединения, имевшие большой миротворческий опыт, выполняли задачи в Югославии и Таджикистане.
В 1994—1995 годах солдаты 45-й гвардейской мотострелковой дивизии участвовали в Первой чеченской войне. Гвардейцы 129-го гвардейского мотострелкового полка под командованием гвардии полковника Александра Борисова и 133-го отдельного гвардейского танкового батальона выполняли задачи по восстановлению конституционного порядка. Самые ожесточённые бои шли в Грозном и Ханкале.
В декабре 1997 года в связи с реформированием Вооружённых сил России новым министром обороны Игорем Сергеевым из 45-й гв. мсд была создана 138-я отдельная гвардейская мотострелковая Красносельская ордена Ленина Краснознамённая бригада, унаследовавшая ордена, почётные наименования, исторический формуляр, боевую славу и все традиции соединения.
В 1999—2000 гг. бригада в составе группировки «Запад» действовали в Чеченской Республике. В начале февраля 2000 года подразделения бригады блокировали село Катыр-Юрт Ачхой-Мартановского района в ходе операции «Охота на волков», в ходе которой осуществлялось преследование уцелевших банд после завершения штурма Грозного. Затем бригада проследовала через Асиновское ущелье далее на юг в горную местность. За обе чеченские войны четверо бойцов 138-й бригады награждены званием Героя России.
С 1 сентября 2010 года в связи с ликвидацией Ленинградского военного округа перешла в состав созданного Западного военного округа.
Бригада под командованием генерала Марзоева принимала участие в войне с Украиной на Донбассе и понесла тяжёлые потери в конце января — первой половине февраля 2015 года в боях за Дебальцево.
С февраля 2022 года 138-я бригада принимала участие во вторжении на Украину. В конце 2023 года бригада находится на севере Луганской области, участвует в обороне Кременной и в попытках сил РФ наступать на Купянск.
1 мая 2024 года 138-я бригада преобразована в 69-ю гвардейскую мотострелковую Красносельскую ордена Ленина, Краснознамённую дивизию с сохранением исторического формуляра, почётного наименования, наград и боевой славы.
С 20 мая 2024 года 69-я дивизия участвует в боях в Харьковской области на волчанском направлении.

## Состав
Стрельбы расчётов 120-мм миномётов-гаубиц 2Б16 на учениях артиллеристов 138-й бригады. 4 февраля 2020.
- управление
- 667-й гвардейский мотострелковый Ленинградский батальон;
- 697-й гвардейский мотострелковый Ленинградский батальон;
- 708-й гвардейский мотострелковый Ленинградский Краснознамённый батальон;
- 133-й гвардейский танковый Идрицкий Краснознамённый, ордена Суворова батальон;
- 486-й гвардейский самоходный артиллерийский Ленинградский Краснознамённый дивизион;
- 721-й самоходный артиллерийский дивизион;
- 383-й реактивный артиллерийский дивизион;
- 1525-й противотанковый артиллерийский дивизион;
- 247-й гвардейский зенитный ракетный дивизион;
- зенитный ракетно-артиллерийский дивизион;
- 49-й гвардейский инженерно-сапёрный батальон;
- батальон управления (связи)
- ремонтно-восстановительный батальон;
- батальон материального обеспечения;
- разведывательный батальон;
- батарея управления и артиллерийской разведки (начальника артиллерии);
- взвод управления и радиолокационной разведки (начальника ПВО);
- взвод управления (начальника разведывательного отделения);
- 511-я отдельная рота РЭБ;
- комендантская рота;
- рота РХБЗ
- рота БЛА
- медицинская рота;
- взвод инструкторов;
- взвод тренажёров;
- полигон,
- оркестр[11].

## Командиры
- гвардии генерал-майор Малофеев, Михаил Юрьевич (21.11.1997 — 15.7.1999)
- гвардии генерал-майор Турченюк Игорь Николаевич (05.8.1999 — 07.7.2000)
- гвардии полковник Фатулаев Багир Юсуф-оглы (временно исполнял должность 08.07.2000 — 21.09.2000)
- гвардии генерал-майор Ёлкин Анатолий Анатольевич (22.9.2000 — 22.02.2002)
- гвардии генерал-майор Сердюков, Андрей Николаевич[12](врио с 10.03.2002, назначен 11.7.2002 — 09.6.2004)
- гвардии генерал-майор Цилько Владимир Генрихович (22.6.2004 — 14.6.2005)
- гвардии полковник Романенко Александр Васильевич (14.6.2005 — 24.4.2008)
- гвардии полковник Фролов Владимир Петрович (врио 25.4.2008 — 19.6.2008)
- гвардии полковник Асланбеков Алибек Наврузбекович (20.6.2008[13] — 10.2009[14])[15]
- гвардии полковник Яшин Дмитрий Александрович (2009 — 26.10.2010[16])
- гвардии генерал-майор Новкин, Александр Иванович (19.04.2011[17] — 10.09.2014)
- гвардии генерал-майор Марзоев Аркадий Васильевич (2014 — июль 2016)
- гвардии полковник Плохотнюк Валерий Владимирович (июль 2016 — сентябрь 2017)
- гвардии полковник Колесников Алексей Николаевич (сентября 2017 — сентябрь 2019)
- гвардии полковник Колчин Василий Иванович (сентября 2019 — 2021)
- гвардии полковник Максимов Сергей Викторович (2021 — 2024)

## Награждённые званием Героя Российской Федерации
- подполковник Герасимов, Вадим Сергеевич, командир мотострелкового батальона, 2022 год, (посмертно).
- гвардии старший лейтенант Ефимов, Александр Александрович,  заместитель командира роты разведывательного батальона, 2022 год, (посмертно).
- гвардии старший лейтенант Сорокин, Олег Геннадьевич, заместитель командира 4-й мотострелковой роты по военно-политической работе 2-го мотострелкового батальона, 2023 год, (посмертно).
- гвардии старший лейтенант Пащенко, Алексей Сергеевич, заместитель командира роты, 2023 год, (посмертно).